# ویکتور فلمینگ
ویکتور فلمینگ (انگلیسی: Victor Fleming (زاده ۲۳ فوریه ۱۸۸۹ - درگذشته ۶ ژانویه ۱۹۴۹) کارگردان، فیلم‌بردار و تهیه‌کننده آمریکایی بود.
محبوب‌ترین فیلم‌های وی جادوگر شهر اُز (۱۹۳۹) و بر باد رفته (۱۹۳۹) هستند.
وی برای فیلم بر باد رفته جایزه اسکار بهترین کارگردان را دریافت کرد.

## فیلم‌شناسی
- ماجرای عشقی پر تب و تاب (۱۹۲۲)
- ماجرا (۱۹۲۵)
- لرد جیم (۱۹۲۵)
- تله آدم‌گیر (۱۹۲۶)
- هولا (۱۹۲۷)
- جزیره گنج (۱۹۳۴)
- ناخداهای دلیر (۱۹۳۷)
- خاک خوب (۱۹۳۷)
- پرواز آزمایشی (۱۹۳۸)
- والس بزرگ (۱۹۳۸)
- جادوگر شهر اُز (۱۹۳۹)
- بر باد رفته (۱۹۳۹)
- دکتر جکیل و آقای هاید (۱۹۴۱)
- تورتیلا فلت (۱۹۴۲)
- مردی به نام جو (۱۹۴۳)
- ماجرا (۱۹۴۵)
- ژاندارک (۱۹۴۸)

## جوایز
- برنده جایزه اسکار بهترین کارگردان - بر باد رفته - ۱۹۴۰
- نامزد نخل طلایی جشنواره کن - جادوگر شهر از - ۱۹۳۹